# Hofanlage Neuenweger Reihe 11
Die Hofanlage Neuenweger Reihe 11 in Hude, Ortsteil Wüsting, wurde im 19. Jahrhundert gebaut.
In dem Hof Stolle befinden sich heute auch Ferienwohnungen bzw. Monteurszimmer.
Das Gebäude steht unter Denkmalschutz (siehe auch Liste der Baudenkmale in Hude (Oldenburg)).

## Geschichte
Die Hofanlage auf dem baumbestandenen großen Areal besteht aus:
- dem eingeschossigen Wohn- und Wirtschaftsgebäude von 1813 in Fachwerk mit Steinausfachungen, reetgedecktem Krüppelwalmdach und Niedersachsengiebel mit Uhlenloch und zwei Schwalbenschwanzgauben sowie Inschriften im Giebelbalken über dem Grooten Door mit Korbbogen,
- der verbohlten firstparallelen Fachwerkscheune mit Querdurchfahrt und Walmdach aus etwa derselben Zeit und
- dem jüngeren eingeschossigen massiven Wirtschaftsgebäude mit Satteldach, wohl aus der Mitte oder Ende des 19. Jahrhunderts.

Das Niedersächsische Landesamt für Denkmalpflege befand: „… geschichtliche Bedeutung … als beispielhafte Hofanlage des 19. Jhs. …“